# Vahit Melih Halefoğlu
Vahit Melih Halefoğlu, né le 19 novembre 1919 à Antioche (Territoires ennemis occupés) et mort le 20 janvier 2017 à Istanbul (Turquie), est une personnalité politique et diplomate turque.

## Biographie
Membre du Parti de la mère patrie, Vahit Melih Halefoğlu est ministre des Affaires étrangères de 1983 à 1987.
Il est ambassadeur de Turquie au Koweït, en Allemagne de l'Ouest, en Union soviétique, aux Pays-Bas et au Liban. 
Il meurt le 20 janvier 2017 à Istanbul.